# Emiliano Zapata (película de 1970)
Emiliano Zapata es una película dramática y biográfica mexicana de 1970, dirigida por Felipe Cazals y protagonizada por Antonio Aguilar, Jaime Fernández, Mario Almada y Patricia Aspíllaga.

## Argumento
Esta es la historia de un hombre, Emiliano Zapata, y de una revolución, la Revolución Mexicana. La historia de la mujer que fue su compañera y la de los hombres que lucharon con él. Carentes de todo y a unos cuantos kilómetros de la capital, los zapatistas resistieron las constantes embestidas de unas tropas perfectamente pertrechadas enviadas por las poderosas administraciones de Porfirio Díaz, León de la Barra y otros gobiernos posteriores. Pero ni la despiadada persecución de sus enemigos, ni las ofertas, ni los halagos, ni los ataques de una prensa vendida a los poderosos, pudieron hacer cejar a Zapata en su empeño de liberar a los campesinos y devolverles la tierra, un empeño que acabó por costarle la vida.

## Reparto
- Antonio Aguilar como Emiliano Zapata.
- Jaime Fernández como Otilio Montaño.
- Mario Almada como Eufemio Zapata.
- Patricia Aspíllaga como Josefa Espejo.
- Fernando Mendoza como Victoriano Huerta.
- Aarón Hernán como Antonio Díaz Soto y Gama.
- José Carlos Ruiz como Urbano Martínez.
- Sergio Ramos "El Comanche" como Alfredo Robles Domínguez.
- David Reynoso como Francisco Villa.
- Jorge Arvizu como Francisco I. Madero.
- Armando Acosta como Eulalio Gutiérrez.
- Enrique Lucero como Jesús Guajardo.

## Lanzamiento
La película fue estrenada el 20 de noviembre de 1970.

### Taquilla
Después de poco más de un mes de su estreno en México, la película había recaudado 480 000 dólares.